# Let Freedom Ring
Let Freedom Ring és un western sepiaton de 1939 dirigit per Jack Conway, protagonitzat per Nelson Eddy i Virginia Bruce.

## Argument
Quan el ferrocarril avança cap a l'oest, l'agent Jim Knox tria maneres ràpides d'obtenir la terra que necessita, ajudat pel seu ferotge tinent irlandès Mulligan. Tothom espera que l'advocat Steve Logan l'aturarà, però ell opta per una aliança, fins i tot amb el rebuig de la seva estimada. Només un bon amic troba la veritat i l'ajudarà a fer aquest doble paper per recuperar la llibertat i la dignitat.

## Repartiment
- Nelson Eddy com Steve Logan
- Virginia Bruce com Maggie Adams
- Victor McLaglen com Chris Mulligan
- Lionel Barrymore com Thomas Logan
- Edward Arnold com Jim Knox
- Guy Kibbee com David Bronson
- Charles Butterworth com 'Mackerel'
- H. B. Warner com Rutledge
- Raymond Walburn com Underwood
- Trevor Bardette com Gagan
- George 'Gabby' Hayes com 'Pop' Wilkie
- Louis Jean Heydt com Ned Wilkie
- Sarah Padden com 'Ma' Logan
- Eddie Dunn com 'Curly'
- Billy Bevan com Cockney
- Lionel Royce com alemany
- Luis Alberni com Tony
- Emory Parnell com Axel

## Recepció
The New York Times va dir que la pel·lícula era una "cosa dramàtica amb sons" amb "vigor, bona caracterització i, afortunadament, el cant del Sr. Eddy".

## Títol alternatiu
La pel·lícula va patir dos canvis de títol durant la producció. Originalment s'havia de titular "Song of the West" i després es va canviar a "Song of the Plains".